# Cinema Plaza
Cinema Plaza is een bioscoop in de Belgische gemeente Duffel. Deze zaal uit het interbellum (1923) is beschermd als monument, en was een van de laatste nog functionerende dorpsbioscopen in België. Opvallend aan het gebouw zijn vooral de inkomhal met antieke kassa, de zaal met balkon en de authentieke projectie-apparatuur.
De voorlopig laatste uitbater was Arthur Vercammen (in de volksmond beter bekend als "Tuur van de Plaza"), die samen met zijn echtgenote Paula deze dorpscinema van zijn vader overnam. Arthur Vercammen overleed op 20 augustus 2004, op 78-jarige leeftijd.
In 2007 was Cinema Plaza een van de kandidaten in het televisieprogramma Monumentenstrijd. Duffel eindigde met Cinema Plaza uiteindelijk tweede na de Limburgse stoomstroopfabriek en nipt voor de Gentse boekentoren.
De hoesfoto van Snaar Wars, een lp van De Nieuwe Snaar uit 1981, is gemaakt in de inkomhal van Cinema Plaza, de achterkant van de hoes in de zaal zelf. Duffelaar Jan De Smet van De Nieuwe Snaar was tijdens Monumentenstrijd een van de promotoren van Cinema Plaza.